# Дахоме, Кристиан
Кристиа́н Андре́с Дахо́ме Арболе́да (исп. Cristian Andrés Dájome Arboleda; род. 3 января 1994, Богота) — колумбийский футболист, нападающий клуба «Ди Си Юнайтед».

## Биография
Кристиан Дахоме начал карьеру в клубе Второго дивизиона Колумбии (Примера B) «Богота» в 2013 году. Отыграв за эту команду три сезона, в 2015 году присоединился к клубу колумбийской Примеры «Кукуте Депортиво». Дебютировал в Кубке Мустанга 19 июля 2015 года в гостевой игре против «Индепендьенте Санта-Фе». Дахоме вышел на замену в начале второго тайма, но это не помогло «Кукуте» уступить с разгромным счётом 0:5. Первый гол в Примере забил спустя два месяца, 23 сентября, в ворота «Бояка Чико», однако это позволило лишь сократить итоговый счёт (3:2), но победу в матче одержал соперник.
В начале 2016 года Дахоме перешёл в «Депортес Толиму». В середине того же года нападающего приобрёл «Атлетико Насьональ», который к тому моменту уже был финалистом Кубка Либертадорес, и в результате стал его обладателем, обыграв по сумме двух финальных матчей эквадорский «Индепендьенте дель Валье». Дахоме невозможно было заявить на турнир, и поэтому он не является его победителем.
Однако в том же году «Атлетико Насьональ» дошёл до финала второго по значимости турнира континента — Южноамериканского кубка. Кристиан в этой кампании появился на поле только в одном матче, против перуанского «Депортиво Мунисипаль» (гостевая победа 5:0). Колумбийская команда считалась безоговорочным фаворитом финала, однако ему не суждено было состояться из авиакатастрофы самолёта, в которой погибла почти вся команда «Шапекоэнсе», летевшая не первую игру в Медельин. По просьбе «Атлетико Насьоналя» бразильский клуб был признан победителем ЮАК, а Кристиан Дахоме добился своего первого достижения на международной арене. Чуть ранее с «Атлетико» он завоевал Кубок Колумбии.
В 2017 году Кристиан Дахоме на правах аренды выступал за «Депортиво Пасто». В 2018 году в таком же статусе играл за «Америку» из Кали. Несмотря на то, что в соглашении между клубами была возможность покупки игрока по окончании сезона, и сам нападающий в ходе сезона провёл большую часть матчей, «Америка» решила не выкупать права на игрока.
В 2019 году Кристиан отправился в аренду уже за рубеж, присоединившись к «Индепендьенте дель Валье». Помог своей команде попасть в плей-офф за чемпионство в Эквадоре, но наиболее важного успеха он добился с командой на международной арене. «Чёрно-синие» выиграли свой первый в клубной истории трофей, и сразу же на континентальном уровне — Южноамериканский кубок. Дахоме сыграл во всех 11 матчах команды и забил четыре гола, в том числе последний в финальной игре против аргентинского «Колона». Дахоме получил передачу от Алехандро Кабесы, выйдя на пустые ворота на шестой добавленной минуте, установив итоговый счёт 3:1. При этом он догнал самого Кабесу по забитым мячам и стал лучшим бомбардиром своей команды в кубке.
17 января 2020 года Дахоме перешёл в клуб MLS «Ванкувер Уайткэпс», подписав двухлетний контракт с опцией продления ещё на один год. За канадский клуб дебютировал 29 февраля в матче первого тура сезона против «Спортинга Канзас-Сити». 15 июля в первом матче группового этапа Турнира MLS is Back против «Сан-Хосе Эртквейкс» забил свой первый гол в североамериканской лиге. 13 апреля 2022 года Дахоме подписал с «Ванкувер Уайткэпс» новый контракт до конца сезона 2024 с опцией продления на сезон 2025.
24 апреля 2023 года Дахоме перешёл в «Ди Си Юнайтед» за сумму до 550 тыс. долларов в общих распределительных средствах (350 тыс. в сезоне 2024 и 200 тыс. условные). За вашингтонский клуб дебютировал 6 мая в матче против «Цинциннати», выйдя на замену на 64-й минуте. 20 мая в матче против «Лос-Анджелес Гэлакси» забил свой первый гол за «Ди Си Юнайтед».

## Титулы и достижения
- Чемпион Колумбии (1): Апертура 2017
- Обладатель Кубка Колумбии (1): 2016
- Обладатель Рекопы Южной Америки (1): 2017
- Обладатель Южноамериканского кубка (1): 2019
- Финалист Южноамериканского кубка (1): 2016
- Победитель Первенства Канады (1): 2022